# Impressora electrosensitiva

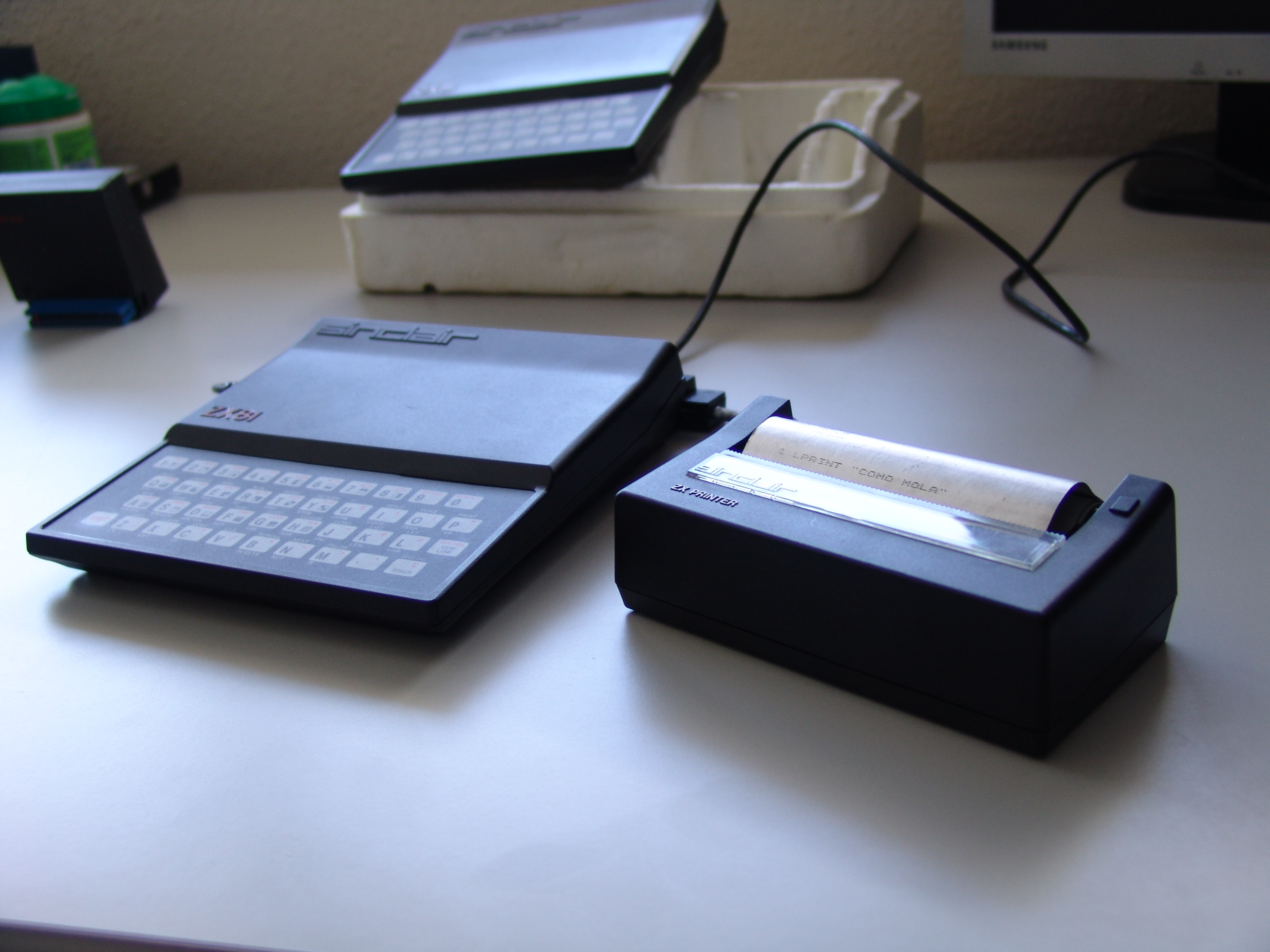
L'ordinador ZX81 i la impressora electrosensitiva ZX Printer.

Una impressora electrosensitiva és una forma obsoleta d'impressora d'ordinador que utilitza un paper especial cobert amb una capa d'alumini sobre un fons negre, que s'imprimeix mitjançant l'ús d'un corrent polsant en el paper a través de dues agulles que es mouen a través d'una cinta transportadora a alta velocitat. Es van introduir a la dècada del 1960. Aquests dispositius van ser incorrectament referits de vegades com impressores tèrmiques (que en realitat és una tecnologia diferent).
La impressió electrosensitiva (o impressió electroestàtica) va ser una tecnologia senzilla i econòmica. La qualitat d'impressió era relativament pobre, però en un moment en què les impressores convencionals costaven centenars de lliures, el preu de les impressores electrosensitives, a sota de 100£, era un punt de venda important. El desavantatge principal és que només es poden imprimir en paper metal·litzat especial; aquest paper ja no està disponible fàcilment per a venda.

## Models
La Hewlett Packard 9120A, del 1969, muntada a la part superior de la calculadora HP-9100A/B, va utilitzar la tècnica electrosensitiva.
La impressora ZX Printer, introduïda el novembre de 1981 per a l'ordinador domèstic de gamma baixa ZX81 (i més tard pel ZX Spectrum) utilitza el mètode d'impressió electrosensitiva, amb un preu d'eixida de 49,95 lliures.
A la dècada del 1980, Casio també va llançar una «Mini Electro Printer», la FP-10, per a algunes de les seves calculadores científiques.

## Variants
Hi va haver una altra implementació d'aquest tipus d'impressores que consistia a subministrar el tòner sec des d'un petit forat d'una vareta prima de cristall usant una espurna d'alt voltatge entre el capçal d'impressió i la superfície. Això va proporcionar l'avantatge de poder imprimir sobre paper comú, però el desavantatge que de vegades la tinta no quedava ben adherida al paper i es distorsionava la impressió. A diferència de la impressora Sinclair, aquesta només tenia una agulla (la vareta del tòner). Aquesta impressora només podia escriure una línia de píxels d'un cop.